# Guyanaschiffornis
De guyanaschiffornis (Schiffornis olivacea) is op grond van DNA-onderzoek afgesplitst van de bruinvleugelschiffornis (S. turdina). Het is een zangvogel uit de familie Tityridae.

## Verspreiding en leefgebied
De soort komt voor in het zuidoosten van Venezuela, de Guyana's en het noorden van Brazilië.